# Kerstin Grimm
 Kerstin Grimm (* 10. Mai 1956 in Oranienburg) ist eine deutsche Künstlerin.

## Biografie
Kerstin Grimm, aufgewachsen in Nassenheide bei Oranienburg, studierte von 1974 bis 1980 Germanistik an der Humboldt-Universität zu Berlin. Von 1980 bis 1982 belegte sie ein Abendstudium an der Kunsthochschule Berlin. 2010 hatte sie einen Lehrauftrag für Zeichnen an der Hochschule für Angewandte Wissenschaften Hamburg und 2011 für Bildhauerei an der Kunsthochschule Berlin-Weißensee. Kerstin Grimm lebt und arbeitet in Berlin. Sie ist verheiratet mit dem Künstler Frank Seidel, ihr Sohn Leo Seidel ist Fotograf.

## Stil
Kerstin Grimm ist Zeichnerin und Bildhauerin. Ihr Werk umfasst Serien von Bronzeplastiken und Serien von Zeichnungen, wie z. B. den seit über fünfzehn Jahren entstehenden Werkzyklus großformatiger Zeichnungscollagen mit dem Titel Kinderspiele. Grimm zeichnet mit klassischen Zeichenmaterialien wie Tusche, Kohle, Kreide und Aquarellfarben auf Transparentpapier und leimt später die Fragmente verschiedener Zeichnungen, wie z. B. Kinder, Tiere und Fabelwesen mit Landschafts- und Raumelementen zu einem vielschichtigen Bild zusammen.
Diese Zeichnungscollagen sind figürlich, scheinbar erzählerisch und betörend und verstörend zugleich. Formal sind sie versetzt mit abstrakten und geometrischen zeichnerischen Elementen. Das Spiel mit dem Zufall erlaubt es, dass realistische, formale und surreale Elemente so zusammenfinden, dass die Bilder die Logik von Träumen haben.

## Ausstellungen (unvollständig)

### Einzelausstellungen
- 2018: Kerstin Grimm / Frank Seidel / Leo Seidel. Stunde der Dämonen, Museum Schloss Burgk, Burgk/Saale
- 2016: Kerstin Grimm – lost and found, Galerie Haas AG, Zürich
- 2013: Zeichnung und Skulptur 2013 (mit Hagen Klennert), Galerie Kramer, Berlin
- 2012: Neue Kinderspiele 2011–2012, Galerie Michael Haas, Berlin
- 2009: Otto-Galerie, München
- 2007: Galerie Falkenberg, Hannover
- 2006: Marienkirche, Frankfurt/Oder
- 2003: Galerie Kramer, Bremen
- 1999: Schloss Rheinsberg
- 1994: Galerie Augustus, Berlin
- 1991: Galerie Weißer Elefant, Berlin

### Gruppenausstellungen
- 2018: PAINTING still ALIVE… On the way to modernity, Centre of Contemporary Art, Toruń/Polen
- 2018: Intriguing Uncertainties, The Parkview Museum Singapore
- 2017: Drawings – The Thoughts Of Artists II, Galerie Miro, Prag
- 2016: A Toast to a Ghost – RAE space for contemporary art, Berlin
- 2015: Märchenhaftes – Gehag Forum, Berlin
- 2014: Eva und Adam?, St. Marienkirche, Frankfurt/Oder
- 2013: Galerie Irrgang, Leipzig
- 2012: Metamorphosis, All Visual Arts, London
- 2008: Médiathèque, Bussy St. Georges (F)
- 2002: 7. Biennale Kleinplastik, Hilden
- 1999: Galerie Pels-Leusden: „Kabinettstücke“, Kampen
- 1995: Atelier Mémoire: „Berlin, Berlin“, Paris (F)

## Museen und öffentlichen Sammlungen mit Werken Kerstin Grimms
- Berlin, Berlinische Galerie (Landesmuseum für moderne Kunst Fotografie und Architektur, Stiftung öffentlichen Rechts)[2]
- Frankfurt/Oder, Museum Junge Kunst
- Berlin, Märkisches Museum
- Jena, Kunstsammlung Jena
- Eberswalde, Sammlung Sparkasse Niederbarnim
- Frankfurt/Main, Stadt- und Universitätsbibliothek
- Offenbach, Klingspor-Museum
- Berlin, Kunstsammlung im Willy-Brandt-Haus
- Paris, Bibliothèque Nationale de France
- Center for Contemporary Art Andratx (Spanien)

### Lexika
- Dankmar Trier: Grimm, Kerstin. In: Allgemeines Künstlerlexikon. Die Bildenden Künstler aller Zeiten und Völker (AKL). Band 62, Saur, München u. a. 2009, ISBN 978-3-598-23029-5, S. 274.
- Dietmar Eisold (Hrsg.): Lexikon Künstler in der DDR. Verlag Neues Leben, Berlin, 2010; ISBN 978-3-355-01761-9, S. 279

### Ausstellungskataloge
- Intriguing Uncertainties, The Parkview Museum Singapore, 2018.
- Kerstin Grimm, lost and found, Katalog zur Ausstellung in der Galerie Haas Zürich, 2016.
- Das Unendliche im Endlichen: Romantik und Gegenwart, 2015, Städtische Museen Jena, ISBN 978-3-942176-84-2.
- Bittersüße Zeiten: Barock und Gegenwart in der SØR Rusche Sammlung Oelde/Berlin, 2014, ISBN 978-3-86832-220-0.
- The Berlin Journal, Magazine from the American Academy in Berlin, Spring 2013, S. 15.
- Neue Kinderspiele, Katalog zur Ausstellung in der Galerie Haas Berlin, 2012.
- Kinderspiele, Katalog zur Ausstellung in der Galerie Pankow Berlin, 2010, ISBN 978-3-940021-28-1.
- Museum Junge Kunst Frankfurt (Oder): Neuerwerbungen 2001–2012, 2012, ISBN 978-3-942422-76-5.
- Kinderspiele, Katalog zur Ausstellung in der Galerie Zeisler Berlin, 2007, ISBN 3-937155-07-4.
- Der ratlose Navigator, Katalog zu den Ausstellungen in den Galerien Parterre Berlin und Curare Hamburg, 1997-